# Ekströmer
Ekströmer är en svensk släkt, där huvudmannen är adlig. Den härstammar från läkaren Carl Johan Ekström, som 1836 adlades med detta namn.

## Historia
Carl Johan Ekström blev 1819 läkare för kronprins Oskar, senare kung Oskar I, och var från  1821 kunglig livmedikus. Han adlades 1836 med namnet Ekströmer och ätten introducerades på Sveriges Riddarhus på nummer 2313.
Carl Johan Ekströmer adlades enligt § 37 av Regeringsformen 1809, som begränsade  adelsvärdigheten till huvudmannen. Vid  dennes  död 1860 övergick adelsvärdiheten till hans äldste son, juristen och polismästaren Carl Astley Ekströmer (1823–1866), från 1863 tulldistriktschef. Denne hade inga manliga arvingar, varför hans broder grosshandlaren Christoffer Ekströmer (1832–1891) sedan blev adelsman. Adelsvärdigheten har därefter innehafts av ättlingar till denne, bosatta i USA.
Bland Carl Johan Ekströmers övriga söner utmärkte sig Melcher Ekströmer (1835–1923) som järnvägsbyggande entreprenör. Denne förvärvade  Fogelfors och Klavreströms bruk med tillhörande herrgårdar i Småland. Dessa var i familjens ägo fram till 1970-talet. Samtliga yngre biograferade personer är ättlingar till Melcher Ekströmer, se släktträd nedan.
Den 31 december 2019 var 47 personer med efternamnet Ekströmer folkbokförda i Sverige.

## Vapenbeskrivning
"En af en rinnande ström af silfver bjelkewis tvådelad Sköld, uti hvars öfra fält, som är blått, synes ett gyllene Seraphimshufvud och derunder tvänne korslagda Æsculapii-stafvar af guld. I nedra fältet, som är rödt, wisar sig en tregrenad och löfrik Ekequist, likaledes af guld. Ofvanpå skölden hvilar en öppen Tornerhjelm, prydd med en af blått, silfver, rödt och guld wirad hjelmkrans, från hvilken utgå tvänne åt höger och wenster böjda swarta stutsfjädrar, imellan hvilka glindrar en med gyldene strålar kringsluten femuddig stjerna af guld. Skölden är omgifven af löfverk, utantill omskiftande af guld och silfver samt innantill af rödt och blått, aldeles som Wapnet här ofwan med sina rätta och egenteliga Färgor afmåladt finnes..."

## Personer med efternamnet Ekströmer
- Carl Johan Ekströmer (1793–1869), läkare, politiker
- Ivar Ekströmer (1880–1958), brukspatron, politiker
- Melcher Ekströmer, flera personer
  - Melcher Ekströmer (politiker) (1835–1923), järnvägsbyggare, bruksägare, politiker
  - Melcher Ekströmer (slottsfogde) (1924–2018), bruksdisponent och slottsfogde
  - Melcher Ekströmer (socialantropolog) (1940–2009)

## Släktträd (urval)
- Carl Johan Ekströmer (1793–1860), adlad 1936, läkare
  - Carl Astley Ekströmer (1823–1866), adelsman 1860, jurist, polismästare och tulldistriktschef[2]
  - Christoffer Ekströmer (1832–1891), adelsman 1866, grosshandlare, emigrerade till USA[2]
  - Melcher Ekströmer (politiker) (1835–1923), järnvägsbyggare och bruksägare
    - Thorsten Ekströmer (1878–1961), bruksägare Fågelfors[2]
      - Melcher Ekströmer (slottsfogde) (1924–2018)

    - Ivar Ekströmer (1880–1958), bruksägare, Klavreström
      - Johan Ekströmer (1910–1982), bruksdisponent[5][6]
        - Melcher Ekströmer (socialantropolog) (1940–2009)